# Neil Wilkinson
Neil Wilkinson (Blackburn, 16 de fevereiro de 1955) foi um ex-futebolista inglês. Um lateral-direito, ele fez 112 jogos no campeonato em uma carreira de nove anos na Liga de Futebol, girando para fora para Blackburn Rovers, Port Vale, e Crewe Alexandra. Ele ganhou o título da terceira divisão com Rovers em 1974-75.

## Carreira
Wilkinson começou sua carreira com Blackburn Rovers, que terminou em terceiro lugar na terceira divisão em 1972–73 sob o comando de Ken Furphy. Eles caíram para 13 em 1973-1974, antes do novo chefe Gordon Lee guiado para a promoção como campeões em 1974-75. Jim Smith, em seguida, assumiu o comando em Ewood Park, como Rovers mantendo a sua segunda divisão de estado com acabamentos de meio da tabela em 1975-76 e 1976-77. Wilkison, em seguida, passou um breve período na África do Sul , antes de voltar para a Inglaterra para se juntar ao clube da quarta divisão de Port Vale em junho de 1978. Ele jogou nove jogos competitivos para "Valiants" de Dennis Butler em 1978-79, antes de ser transferido para Warwick Rimmer de Crewe Alexandra, juntamente com £3.000, em troca de Kevin Tully em outubro de 1978. A "Railwaymen" fundo de terminar a Liga de Futebol em 1978-79, e sob mordomia de Tony Waddington que teve que reaplicar à reeleição novamente em 1979-80, antes de subir para 18.º lugar no 1980-81.[carece de fontes?]